# Paul Schoovaerts
Paul Schoovaerts (Elsene, 14 januari 1951) is een Belgisch dirigent, muziekpedagoog en klarinettist.

## Levensloop
Schoovaerts kreeg zijn eerste muzieklessen aan de Muziekacademie van Schaarbeek. Later was hij aan de Muziekacademie van Vorst, waar hij in 1969 de Regeringsmedaille behaalde voor klarinet. Zijn lesgever was Jean Tastenoe. Hij studeerde aan het Koninklijk Conservatorium van Gent onder andere wederom bij Jean Tastenoe behaalde hij prijzen van notenleer, transpositie, kamermuziek en klarinet.
Op advies van Jean Tastenoe ging hij als klarinettist naar de Koninklijke Muziekkapel van de Belgische Luchtmacht te Bevekom. Van 1970 tot 1973 was hij ook soloklarinettist van het orkest Muziekkapel Koningin Elisabeth.
In 1973 werd hij muziekleraar aan de muziekscholen van Vorst (Brussel), Jette en Evere.
In 1974 werd hij opvolger van Arthur Heldenberg als dirigent van de Koninklijke Harmonie Sint-Cecilia Machelen. In deze functie verbleef hij tot 1982. In 1976 werd hij opvolger van Henri Wingelinckx als dirigent van de Koninklijke Harmonie De Eendracht Haren. Met dit orkest verzorgde hij concerten in binnen- en buitenland (Rotterdam, Waldesch en Nouzonville). Tot 1994 was hij ook dirigent van de Koninklijke Harmonie "De Eendracht", later Brussels Concertband.
Sinds 1959 was hij ook klarinettist bij de Koninklijke Harmonie De Ster Evere, waar ook zijn vader musiceerde onder de leiding van Pierre Weemaels. In 1979 werd hij opvolger van Weemaels als dirigent van deze harmonie.
In 1981 nam hij deel aan de internationale dirigenten concours tijdens het 9e Wereld Muziek Concours te Kerkrade.
In 1988 nam Paul Schoovaerts de Koninklijke Harmonie Sint Cecilia Humbeek (KHSC) over van Alfons Michaux. In 1992 werd hij ook opvolger van Pierre Weemaels als dirigent van de Koninklijke Harmonie Sint-Cecilia Vilvoorde.